# Thendo Mukumela
Thendo Mukumela, né le 30 janvier 1998 à Thohoyandou, est un footballeur international sud-africain. Il évolue au poste de défenseur central à l'Ajax Cape Town.

## Biographie

### En club

#### Mamelodi Sundowns
Formé au Mamelodi Sundowns, il intègre le groupe professionnel lors de l'été 2017. Malheureusement pour lui, il n'est retenu pour aucune rencontre durant la saison.

#### Ajax Cape Town
En quête de temps de jeu, il rejoint l'Ajax Cape Town en National First Division en août 2018. Il fait ses débuts le 19 août 2018, contre Jomo Cosmos (victoire 2-1) et marque son premier but le 22 septembre 2018, lors d'une victoire 2-1 contre le Maccabi FC. Il réalise une très bonne saison, disputant 29 rencontres de championnat sur 30 possibles et inscrivant sept buts, faisant de lui le meilleur buteur de son équipe.

### En sélection
En 2015, il prend part à la Coupe d'Afrique des nations des moins de 17 ans avec l'équipe d'Afrique du Sud des moins de 17 ans. Lors de cette compétition organisée au Niger, il officie comme titulaire. L'équipe d'Afrique du Sud des moins de 17 ans s'incline en finale face au Mali (2-0). Quelques mois plus tard, il dispute la Coupe du monde des moins de 17 ans qui se déroule au Chili. Lors du mondial junior, il joue l'intégralité des matchs de son équipe. Il se met en évidence en marquant lors du deuxième match de groupe contre la Corée du Nord (1-1). Toutefois, avec un bilan d'un nul et deux défaites, l'Afrique du Sud ne dépasse pas le premier tour du tournoi.
En 2017, il participe à la Coupe d'Afrique des nations des moins de 20 ans avec l'équipe d'Afrique du Sud des moins de 20 ans. Lors de cette CAN organisée en Zambie, il joue cinq matchs. L'Afrique du Sud se classe quatrième du tournoi, en étant battue par la Guinée lors de la "petite finale". Il dispute ensuite la Coupe du monde des moins de 20 ans qui se déroule en Corée du Sud. Il joue deux matchs lors de ce mondial. Avec un bilan d'un nul et deux défaites, l'Afrique du Sud ne dépasse pas le premier tour du mondial.
Il honore sa première sélection en équipe d'Afrique du Sud le 2 juillet 2017, lors des quarts de finale de la Coupe COSAFA 2017 contre la Tanzanie (défaite 1-0). En 2019, il participe pour la seconde fois à la Coupe COSAFA.
En novembre 2019, il prend part à la Coupe d'Afrique des nations des moins de 23 ans avec l'équipe d'Afrique du Sud olympique. Il joue cinq matchs lors de cette compétition. Son équipe termine à la troisième place, en battant le Ghana aux tirs au but lors de la "petite finale".

## Palmarès

### Palmarès en sélection
| Afrique du Sud olympique - Coupe d'Afrique des nations -23 ans : - 3e : 2019. |  | Afrique du Sud -17 ans - Coupe d'Afrique des nations -17 ans : - Finaliste : 2015. |